# Quo Vadis (kanadyjski zespół muzyczny)
Quo Vadis – kanadyjska grupa muzyczna wykonująca melodic death metal. Powstała w 1993 roku w Montrealu z inicjatywy Barta Frydrychowicza, Yanica Berciera oraz Arie Itmana. Nazwa zespołu zaczerpnięta z powieści historycznej Henryka Sienkiewicza o tym samym tytule. Pierwszy album zatytułowany Forever... został wydany w 1996 roku przez wytwórnię VomiT Productions. Aktualnie zespół nagrywa dla wytwórni Skyscraper Music.

## Muzycy
Obecny skład zespołu
- Matthew Sweeney - wokal (od 2010)
- Bart Frydrychowicz - gitara (od 1992), wokal (1992–2002)
- Marc-André Gingras - gitara (od 2008)
- Roxanne Constantin - gitara basowa (od 2008), keyboard (2003–2008)
- Patrice Hamelin - perkusja (od 2008)

Byli członkowie
- Arie Itman - gitara, wokal, skrzypce (1992–2002)
- Yanic Bercier - perkusja, wokal (1992–2008)
- Remy Beauchamp - gitara basowa (1995–2002)
- Stéphane Paré - wokal (2003–2008)
- Trevor Birnie - wokal (2008–2009)
- Daniel Mongrain - gitara
- Alex Auburn - gitara (2002, 2005)
- Steve DiGiorgio - gitara basowa (2003)
- Dominique "Forest" Lapointe - gitara basowa (2004–2008)
- William Seghers - gitara (2003–2008)

## Dyskografia
- Quo Vadis (1995, demo, VomiT Productions)
- Forever... (1996, VomiT Productions)
- Day Into Night (2000, Hypnotic Records)
- Passage in Time (2001, kompilacja, Skyscraper Music)
- Defiant Imagination (2004, Skyscraper Music)
- Defiant Indoctrination (2005, DVD, Skyscraper Music)
- Live in Montreal (2007, album koncertowy, Skyscraper Music)
- Obitus (2010, singel, digital download)